# Aspitates curvaria
Aspitates curvaria là một loài bướm đêm trong họ Geometridae.